# Irvin Yalom
Irvin David Yalom (n. 13 iunie 1931, Washington, D.C., District of Columbia, SUA) este un psihanalist, psihiatru și scriitor. El este doctor în medicină, autor a numeroase lucrări de specialitate, devenite ulterior cărți de referință în domeniu, precum și câteva romane, în care experiența în psihoterapie se împletește cu pasiunea pentru filosofie, căutarea sensului ultim al existenței umane constituind scopul personajelor, frumos camuflat în dialoguri incitante.
În 1956 a absolvit Boston University School of Medicine, iar în 1963 își începe cariera academică la Universitatea Stanford, unde își aduce cea mai importantă contribuție în domeniul psihoterapiei prin definirea și rafinarea practicilor terapiei de grup. În acest cadru pune bazele unei noi abordări psihanalitice prin așa-numita existential psychotherapy - psihoterapie existențială.

## Operă

### Lucrări de specialitate
- Theory and Practice of Group Psychotherapy. Basic Books, New York, 1974
  - Publicat în limba română ca Tratat de psihoterapie de grup la Editura Trei, în 2008.
- Every Day Gets a Little Closer.
  - Publicat în limba română ca Cu fiecare zi mai aproape. O psihoterapie povestită de ambii participanți
- Existential Psychotherapy. Basic Books, New York 1980
- Inpatient Group Psychotherapy. Basic Books, New York 1983
- Love's Executioner and Other Tales of Psychotherapy.
  - Publicat în limba română ca Călăul dragostei. Și alte povești de psihoterapie. Editura Trei, în 2008.
- The Yalom Reader
- Momma and the Meaning of Life. 1999
  - Publicat în limba română ca Mama și sensul vieții, Editura Humanitas.
- The Gift of Therapy: An Open Letter to a New Generation of Therapists and Their Patients. 2001
- Staring at the Sun: Overcoming the Terror of Death. În curs de publicare la Editura Vellant. 2008

### Romane
- When Nietzsche Wept. 1992
  - Publicat în limba română ca Plânsul lui Nietzsche, Editura Humanitas
- Lying on the Couch. 1996
  - Publicat în limba română ca Minciuni pe canapea, Editura Humanitas
- The Schopenhauer Cure. 2005
  - Publicat în limba română ca Soluția Schopenhauer, Editura Vellant.
- The spinoza problem. 2012